# Nils O. Wentz
Nils Olof Wentz, född 26 februari 1929 i Malmö, död 30 december 2024 i Göteborg, var en svensk jurist och ämbetsman.
Wentz blev jur. kand. i Lund 1951. Efter arbete inom domstolsväsendet, bland annat vid Hovrätten över Skåne och Blekinge och Hovrätten för Övre Norrland (hovrättsråd), samt i olika riksdagsutskott och vid Socialdepartementet och Justitiedepartementet var han president i Kammarrätten i Göteborg mellan 1971 och 1996.
Wentz var även verksam i flera statliga utredningar samt var styrelseordförande för Journalisthögskolan i Göteborg 1972–1977.

## Utmärkelser
- Kommendör av första klassen av Nordstjärneorden, 3 december 1974.[3]